# یواس‌اس کانگرس (۱۸۶۸)
یواس‌اس کانگرس (۱۸۶۸) (به انگلیسی: USS Congress (1868)) یک کشتی بود که طول آن ۲۹۰ فوت (۸۸ متر) بود. این کشتی در سال ۱۸۶۸ ساخته شد.